# Liam Neeson
William John Neeson (født 7. juni 1952) er en skuespiller fra Nordirland. Han har modtaget adskillige priser, herunder nomineringer til en Oscar, en BAFTA-pris, tre Golden Globe-priser og to Tony-priser. I 2020 blev han placeret som nummer syv på The Irish Times liste over Irlands 50 største filmskuespillere. Han blev udnævnt til Officer of the Order of the British Empire (OBE) i 2000.
Han fik sin filmdebut i 1978 i The Pilgrim's Progress som blev efterfulgt af tidlige roller i Excalibur (1981), The Bounty (1984), The Mission (1986), Dødsspillet (1988) og Mænd og koner (1992). Han portrætterede rollen som Oskar Schindler i Steven Spielbergs Holocaust-drama Schindlers liste (1993) for hvilken han blev nomineret til en Oscar for bedste mandlige hovedrolle. Han spillede hovedroller i Nell (1994), Rob Roy (1995), Michael Collins (1996) og Les Misérables (1998). Han spillede roller som Qui-Gon Jinn i Star Wars Episode I: Den usynlige fjende (1999), Ra's Al Ghul i Batman Begins (2005) og Aslan i Narnia-trilogien (2005-2010).
Neeson medvirkede i film som det historiske drama Gangs of New York (2002), den romantiske komedie Love Actually (2003), det biografiske drama Kinsey (2004), den erotiske thriller Chloe (2009), det religiøse drama Silence (2016), fantasyfilmen A Monster Calls (2016), krimithrilleren Widows (2018), antologifilmen The Ballad of Buster Scruggs (2018) og det romantiske drama Ordinary Love (2019). Fra 2009 cementerede Neeson sig som en actionstjerne med action thrillerserien Taken (2008-2014), The A-Team (2010), The Grey (2011), Wrath of the Titans (2012), A Walk Among the Tombstones (2014) og Cold Pursuit (2019). Han er kendt for sine samarbejder inden for genren med instruktøren Jaume Collet-Serra og medvirkede i fire af hans film: Unknown (2011), Non-Stop (2014), Run All Night (2015) og The Commuter (2019).
Neeson boede sammen med skuespillerinden Helen Mirren i begyndelsen af 1980'erne. Han var sammen med Barbra Streisand i omkring ni måneder mellem 1991 og 1992. Han blev gift med skuespilleren Natasha Richardson i 1994 og parret fik to sønner sammen. Den 18. marts 2009 døde Richardson, da hun pådrog sig en traumatisk hjerneskade i en skiulykke på Mont Tremblant Resort, nordvest for Montreal i Canada.